# Eurytoma ascendens
Eurytoma ascendens är en stekelart som beskrevs av Graham 1984. Eurytoma ascendens ingår i släktet Eurytoma och familjen kragglanssteklar.
Artens utbredningsområde är Frankrike. Inga underarter finns listade i Catalogue of Life.